# Grand Prix Mexika 1966
Grand Prix Mexika 1966 (oficiálně V Gran Premio de Mexico) se jela na okruhu Autódromo Hermanos Rodríguez v Mexico City v Mexiku dne 23. října 1966. Závod byl devátým v a zároveň posledním v pořadí v sezóně 1966 šampionátu Formule 1.

## Závod
| Poř.   | No. | Jezdec          | Konstruktér     | Počet kol | Čas/Odstoupení  | Pořadí na startu | Body |
| ------ | --- | --------------- | --------------- | --------- | --------------- | ---------------- | ---- |
| 1      | 7   | John Surtees    | Cooper-Maserati | 65        | 2:06:35.34      | 1                | 9    |
| 2      | 5   | Jack Brabham    | Brabham-Repco   | 65        | + 7.88          | 4                | 6    |
| 3      | 6   | Denny Hulme     | Brabham-Repco   | 64        | + 1 kolo        | 6                | 4    |
| 4      | 12  | Richie Ginther  | Honda           | 64        | + 1 kolo        | 3                | 3    |
| 5      | 15  | Dan Gurney      | Eagle-Climax    | 64        | + 1 kolo        | 9                | 2    |
| 6      | 22  | Jo Bonnier      | Cooper-Maserati | 63        | + 2 kola        | 12               | 1    |
| 7      | 2   | Peter Arundell  | Lotus-BRM       | 61        | + 4 kola        | 17               |      |
| 8      | 14  | Ronnie Bucknum  | Honda           | 60        | + 5 kol         | 13               |      |
| Ret    | 11  | Pedro Rodríguez | Lotus-Climax    | 49        | Diferenciál     | 8                |      |
| Ret    | 17  | Bruce McLaren   | McLaren-Ford    | 40        | Motor           | 14               |      |
| Ret    | 19  | Jo Siffert      | Cooper-Maserati | 33        | Zavěšení        | 11               |      |
| Ret    | 8   | Jochen Rindt    | Cooper-Maserati | 32        | Zavěšení        | 5                |      |
| Ret    | 10  | Innes Ireland   | BRM             | 28        | Převodovka      | 16               |      |
| Ret    | 4   | Jackie Stewart  | BRM             | 26        | Únik oleje      | 10               |      |
| Ret    | 16  | Bob Bondurant   | Eagle-Weslake   | 24        | Palivový systém | 18               |      |
| Ret    | 3   | Graham Hill     | BRM             | 18        | Motor           | 7                |      |
| Ret    | 1   | Jim Clark       | Lotus-BRM       | 9         | Převodovka      | 2                |      |
| Ret    | 9   | Moisés Solana   | Cooper-Maserati | 9         | Přehřátí        | 15               |      |
| DNS    | 18  | Mike Spence     | Lotus-BRM       | 0         | Nehoda          |                  |      |
| Zdroj: |     |                 |                 |           |                 |                  |      |

## Konečné pořadí po závodě
Pohár jezdců
|        | Pořadí | Jezdec       | Body    |
| ------ | ------ | ------------ | ------- |
|        | 1      | Jack Brabham | 42 (45) |
| 1      | 2      | John Surtees | 28      |
| 1      | 3      | Jochen Rindt | 22 (24) |
| 3      | 4      | Denny Hulme  | 18      |
| 1      | 5      | Graham Hill  | 17      |
| Zdroj: |        |              |         |

Pohár konstruktérů
|        | Pořadí | Konstruktér     | Body    |
| ------ | ------ | --------------- | ------- |
|        | 1      | Brabham-Repco   | 42 (49) |
|        | 2      | Ferrari         | 31 (32) |
|        | 3      | Cooper-Maserati | 30 (35) |
|        | 4      | BRM             | 22      |
|        | 5      | Lotus-Climax    | 13      |
| Zdroj: |        |                 |         |